# Jose Bengzon sr.
Jose Bengzon sr. (Lingayen, 5 mei 1898 - 24 februari 1990) was een Filipijns jurist en politicus. Bengzon was van 1964 tot 1968 rechter van het Hooggerechtshof van de Filipijnen. Daarnaast was hij onder meer minister van justitie en lid van het Filipijns parlement.

## Biografie
Jose Bengzon sr. werd geboren op 5 mei 1898 in Lingayen in de Filipijnse provincie Pangasinan. Zijn ouders waren Jose Bengzon en Felicidad Acosta. Bengzon behaalde cum laude zijn bachelor of arts-diploma aan de Ateneo de Manila University en studeerde aansluitend rechten aan de University of the Philippines. Daar voltooide hij in 1921 zijn bachelor-diploma en slaagde hij september van dat jaar voor het toelatingsexamen (bar exam) van de Filipijnse balie. Nadien werkte hij als assistent voor rechter Mariano de Joya en was hij Deputy Fiscal (openbaar aanklager) in Pangsasinan. Ook werd hij gekozen als raadslid van zijn geboorteplaats Lingayen.
Nadat Bengzon daarvoor al actief was als Liaison Officer voor Malacañang Palace bij het Filipijns Congres won hij namens het 1e kiesdistrict van Pangasinan bij de verkiezingen van eind 1941 een zetel in het Filipijnse Huis van Afgevaardigden. Kort na de verkiezingen viel het Japanse leger de Filipijnen echter binnen, waardoor de leden van het nieuw gekozen Congres niet aan hun termijn zouden beginnen. In 1947 werd Bengzon aangesteld als openbaar aanklager (City Fiscal) van de stad Manilla. Later dat jaar volgde een benoeming tot onderminister van justitie. Op 29 augustus 1950 werd hij minister van justitie in het kabinet van president Elpidio Quirino. Deze functie bekleedde hij tot 23 september van het jaar erop. 
Direct na afloop van zijn ministerschap richtte Bengzon zijn eigen advocatenkantoor op, waar hij als senior-partner werkzaam was als advocaat tot hij in 1962 door president Diosdado Macapagal werd benoemd tot hoofd van een Filipijnse verzoeningsmissie naar Japan. Nadien werd hij door Macapacal aangesteld als opperrechter het Hof van beroep. Deze functie bekleedde Bengzon totdat hij op 12 september 1964 werd benoemd tot rechter van het Filipijnse hooggerechtshof. In 1968 bereikte hij de leeftijd van 70 en dus de verplichte pensioenleeftijd als Filipijns rechter. Na zijn pensionering als rechter was Bengzon van 1978 tot 1984 lid van het interim Batasang Pambansa.
Bengzon overleed in 1990 op 91-jarige leeftijd. Hij was getrouwd met Antonia Jimenez en kreeg met drie zonen en twee dochtes. Zoon en naamgenoot Jose Bengzon jr. was ook advocaat en topman in het Filipijnse bedrijfsleven.